# Joanna Bacon
Joanna Bacon est une actrice britannique née à Londres en Angleterre en 1952 ou 1953 et morte le 14 juin 2025.

## Filmographie

### Cinéma
- 2001 : Last Orders
- 2003 : Love Actually : la mère de Natalie
- 2006 : Venus : une pharmacienne
- 2008 : RocknRolla : une joueuse
- 2008 : Un mariage de rêve : Doris, Béatrice et la cuisinière
- 2016 : A Quiet Passion : la mère
- 2019 : The Phoenix : Gloria
- 2019 : Horrible Histories: The Movie - Rotten Romans : Brenda
- 2021 : She Will : Audrey
- 2021 : Les Carnets de Siegfried : Lady Sybil Colefax
- 2021 : Mourning Sickness

### Télévision
- 1988-2009 : The Bill : Ella Purdy, Cath Berry et autres personnages (10 épisodes)
- 1991 : Perfect Scoundrels : Babs
- 1993 : One Foot in the Grave : une femme (1 épisode)
- 1993 : EastEnders : Maggie (2 épisodes)
- 1997 : Kavanagh : Shirley Babb (1 épisode)
- 1998 : Berkeley Square : Lily (5 épisodes)
- 2000 : Casualty : Sheila Witkowski (1 épisode)
- 2001 : The Infinite Worlds of H. G. Wells : la femme chez le pharmacien (6 épisodes)
- 2002 : Inspecteur Frost : Tessa Meadows (1 épisode)
- 2002 : La Fureur dans le sang :  Mme Locke (1 épisode)
- 2004 : Murder Prevention : Mme Williamson (2 épisodes)
- 2005 : Little Britain : Maureen (1 épisode)
- 2007-2012 : Holby City : Alison Bray, Barbara Butler et Janet Wilson (3 épisodes)
- 2010 : Les Enquêtes de l'inspecteur Wallander : une voisine (1 épisode)
- 2010-2013 : Him and Her : Janet (5 épisodes)
- 2011 : The Shadow Line : Mme Delaney (1 épisode)
- 2011 : Flics toujours : Tania Weston (1 épisode)
- 2020-2023 : Breeders : Jackie (30 épisodes)
- 2024 : Moonflower Murders : Gwyneth Endicott et Phyllis Chandler (6 épisodes)